# Беспалий Роман Володимирович
Рома́н Володи́мирович Беспа́лий (1981—2019) — старший сержант Збройних сил України, учасник російсько-української війни.

## З життєпису
Народився 1981 року в селі Вільне (Новомосковський район, Дніпропетровська область).
У часі війни — старший сержант, головний сержант роти 43-го батальйону «Патріот».
22 травня 2019 року поблизу села Новотроїцьке (Волноваський район, Донецька область) потрапив у полон терористів разом з сімома іншими військовослужбовцями. Того дня водій автомобіля, який перевозив вояків із важливими документами до штабу, відхилився від маршруту та помилково повернув у бік ворога, автівка потрапила на окуповану територію. Терористи на блокпосту «Оленівка» затримали вісім військовиків (старший сержант Роман Беспалий, старший солдат Пундор Борис Йосипович, старший солдат Горяїнов Максим Анатолійович, старший солдат Дуванов Кім Володимирович, прапорщик Шайдов Віктор Андрійович, старший солдат Геймур Олександр Юрійович та старший солдат Гордійчук Юрій Миколайович). Пів року з ними не було зв'язку.
15 жовтня 2019 року Романа вбили в полоні.
12 листопада 2019-го українській стороні передали тіло Романа без внутрішніх органів, ідентифікацію провели за експертизою ДНК.
Похований 11 грудня 2019 року в селі Вільне з військовими почестями. Романа проводили в останню путь усім селом..
Без Романа лишились батьки та дружина Анжела; дядько Анатолій.

## Нагороди та вшанування
- Указом Президента України № 131/2020 від 7 квітня 2020 року за «самовіддане служіння Українському народові, особисту мужність, виявлену у захисті державного суверенітету та територіальної цілісності України» нагороджений орденом За мужність III ступеня (посмертно)[4]